# 11 germinal
11 ventôse 11 floréal
Le primidi 11 germinal, officiellement dénommé jour de la pervenche, est le 191e jour de l'année du calendrier républicain. Il reste 174 jours avant la fin de l'année, 175 en cas d'année sextile.
C'était généralement le 31e jour du mois de mars dans le calendrier grégorien.